# Штутгарт 21

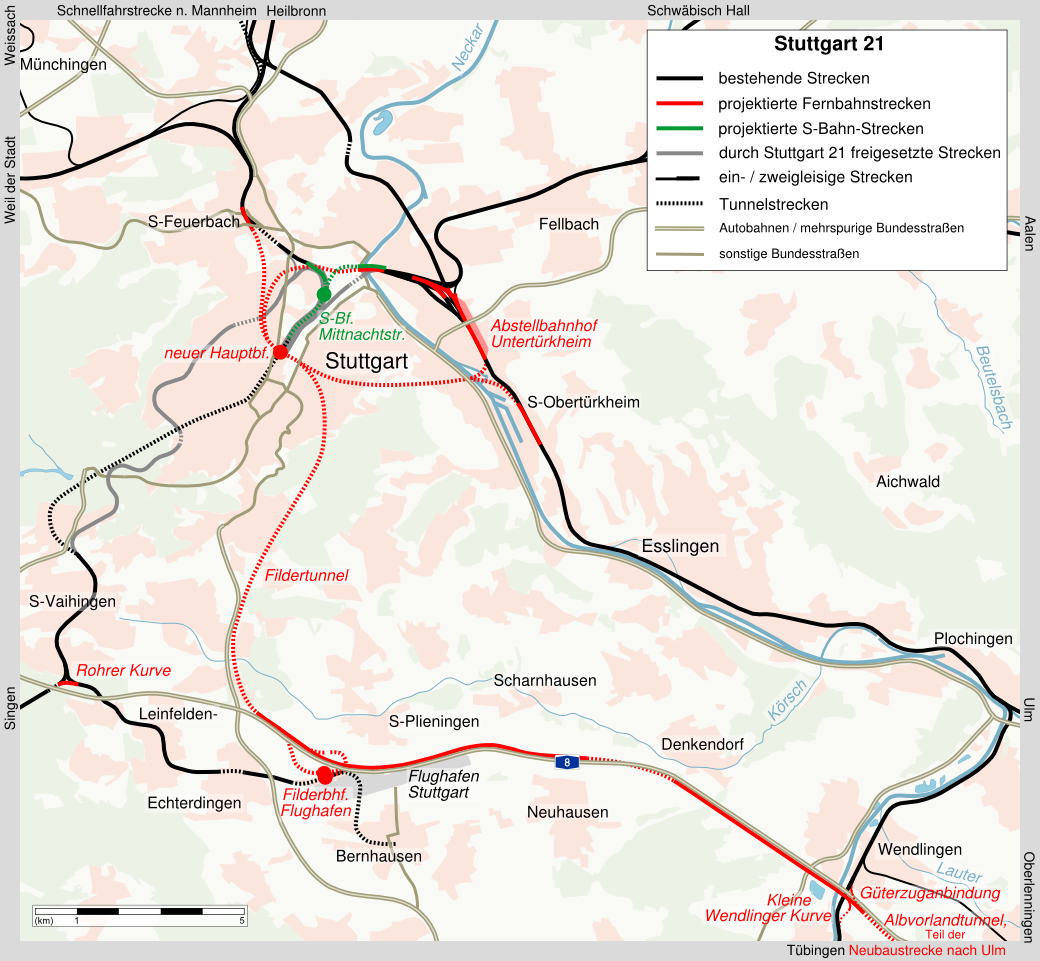
План проекта «Штутгарт 21»
Красным и зелёным цветами обозначены планируемые объекты; чёрным — существующие.

Штутгарт 21 — проект реорганизации железнодорожного узла Штутгарта, предусматривающий полный снос действующего тупикового центрального ж/д вокзала и постройку недалеко от него нового подземного сквозного вокзала, а также сопутствующих объектов инфраструктуры.

## История
Проект был анонсирован в 1994 году. Строительные работы начались 2 февраля 2010 года. Дата завершения проекта несколько раз переносилась, в настоящий момент открытие нового центрального ж/д вокзала планируется в 2025 году, остальные объекты — позже. 
Задержки в строительство были вызваны в том числе с тем, что власти столкнулись с постоянно проводящемися мощными акциями протеста жителей города, считающих недопустим снос текущего здания вокзала (построен в конце XIX века), считающейся местным памятником архитектуры и символом города. Дебаты в Ландтаге Баден-Вюртемберга по вопросу целесообразности проекта, продолжались долгое время. 
Стоимость проекта на этапе проектирования оценивалась в €2,5 млрд, однако в год начала строительства смета составила €4,1 млрд, а в 2018 году — €8,2 млрд. Окончательная стоимость проекта предполагается не менее, чем €10 млрд.

## Цель

Схематический план путей подземного вокзала

Тупиковый вокзал с 17 путями должен быть заменён на подземный сквозной вокзал с 8 путями и по отношению к существующему развернут на 90°. Лежащая под ним 2-полосная остановка городской железной дороги затронута не будет. Вокзал будет соединён четырьмя подземными двойными путями с западного направления с Фойербахом (нем. Feuerbach) и Бад Каннштаттом (нем. Bad Cannstatt) и с восточного направления с Обер- и Унтертюркхаймом (нем. Ober-/Untertürkheim) и районом аэропорта. Также запланировано строительство вокзала возле аэропорта (нем. Bahnhof Flughafen/Messe) и депо в Унтертюркхайме. Для городской железной предусмотрена новая подземная остановка (нем. Mittnachtstraße). На месте убранных железнодорожных путей должны возникнуть новые кварталы.

## Галерея

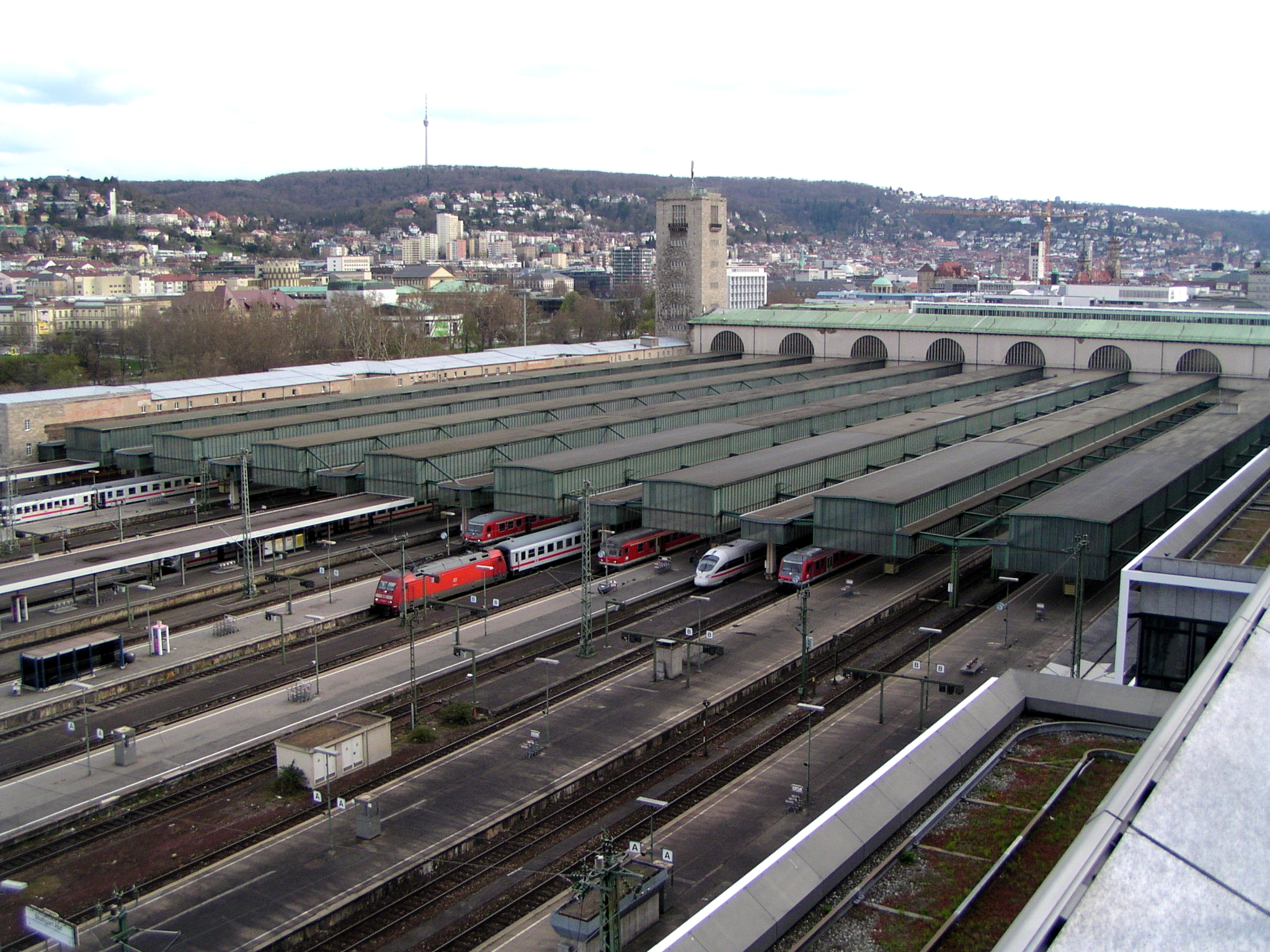
Вид задней стороны главного вокзала в марте 2008 года
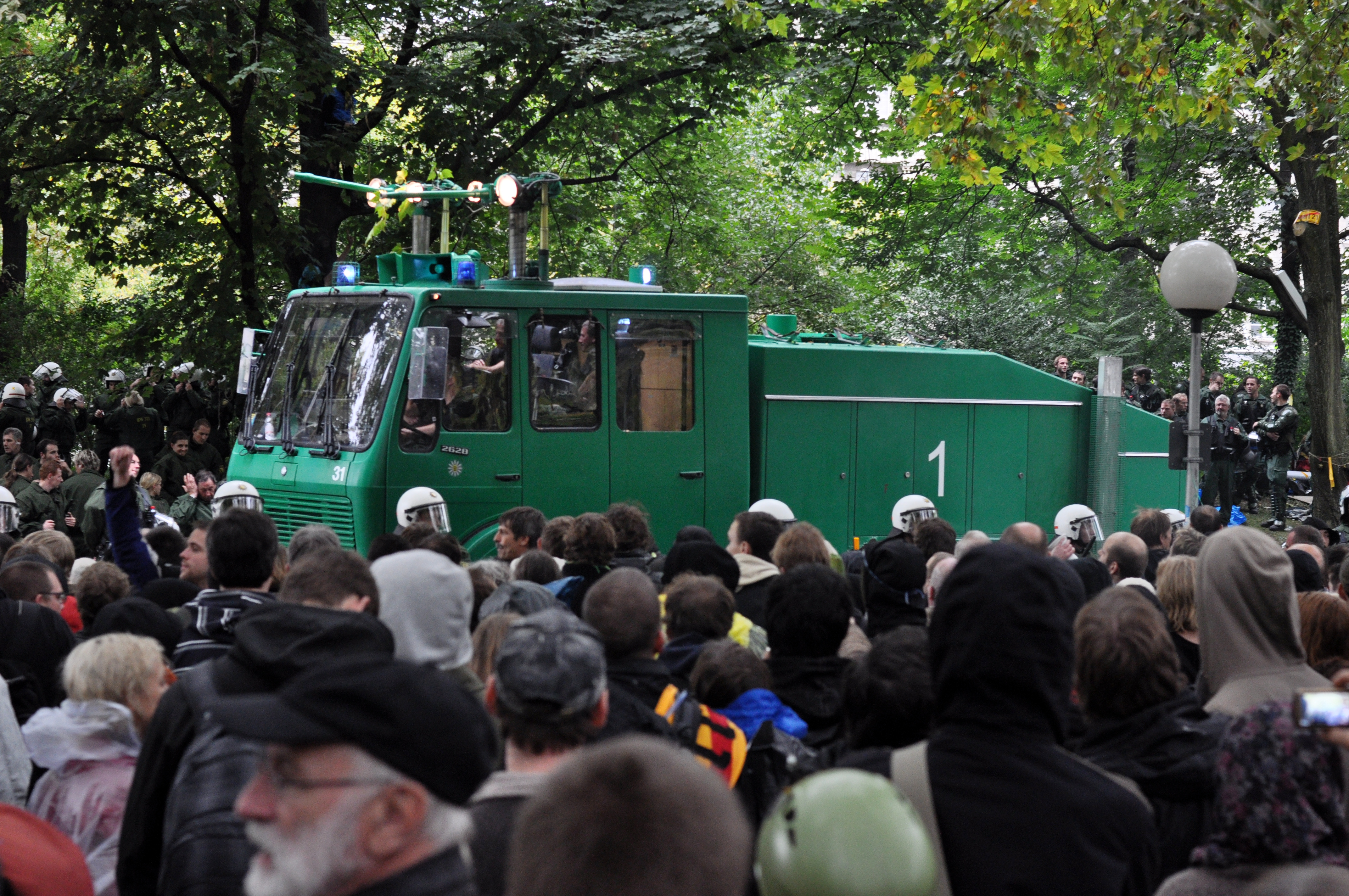
Водомёты в среднем парке замка, 30 сентября 2010
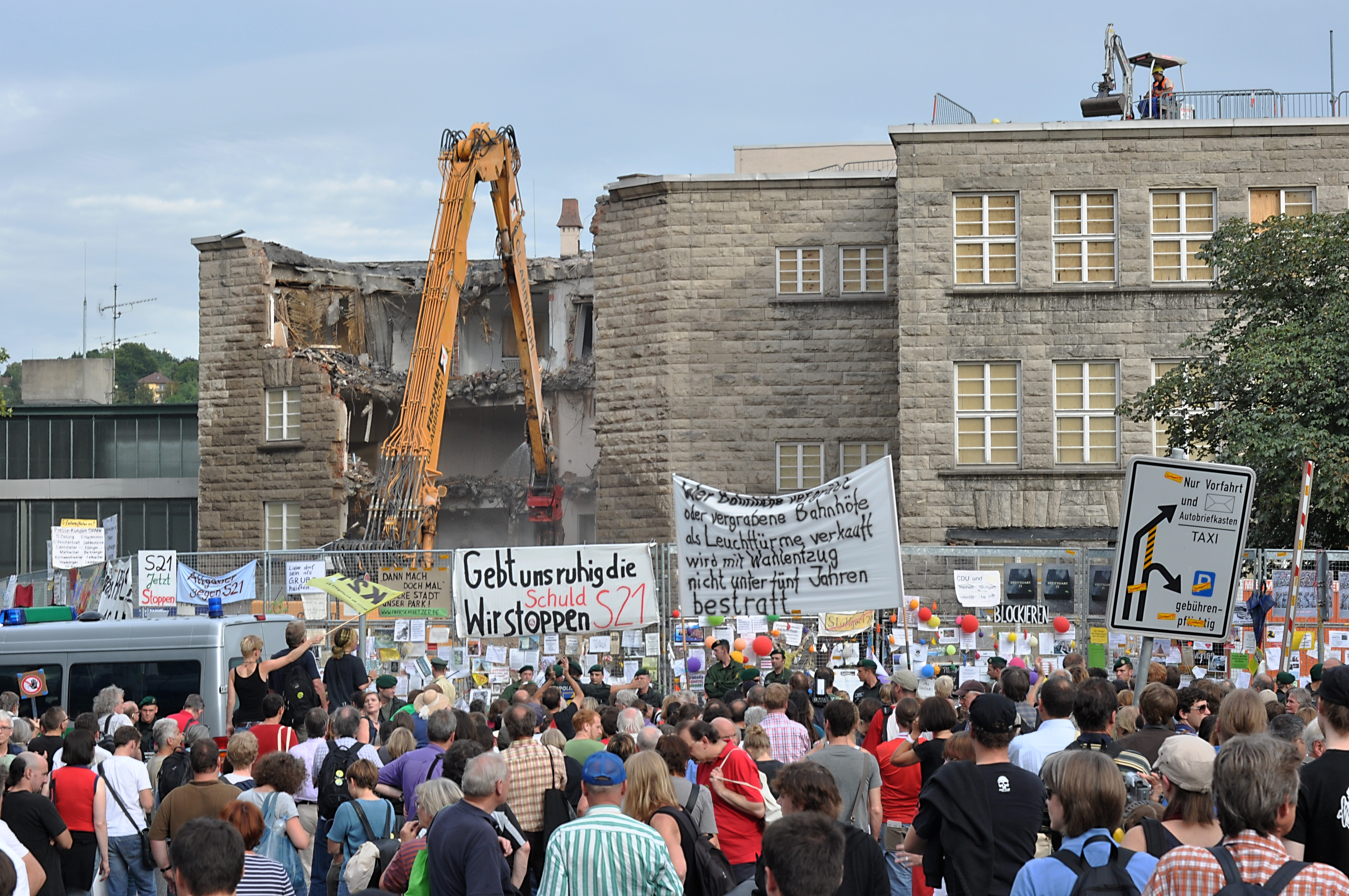
Снос северного крыла вокзала, 26 августа 2010 года
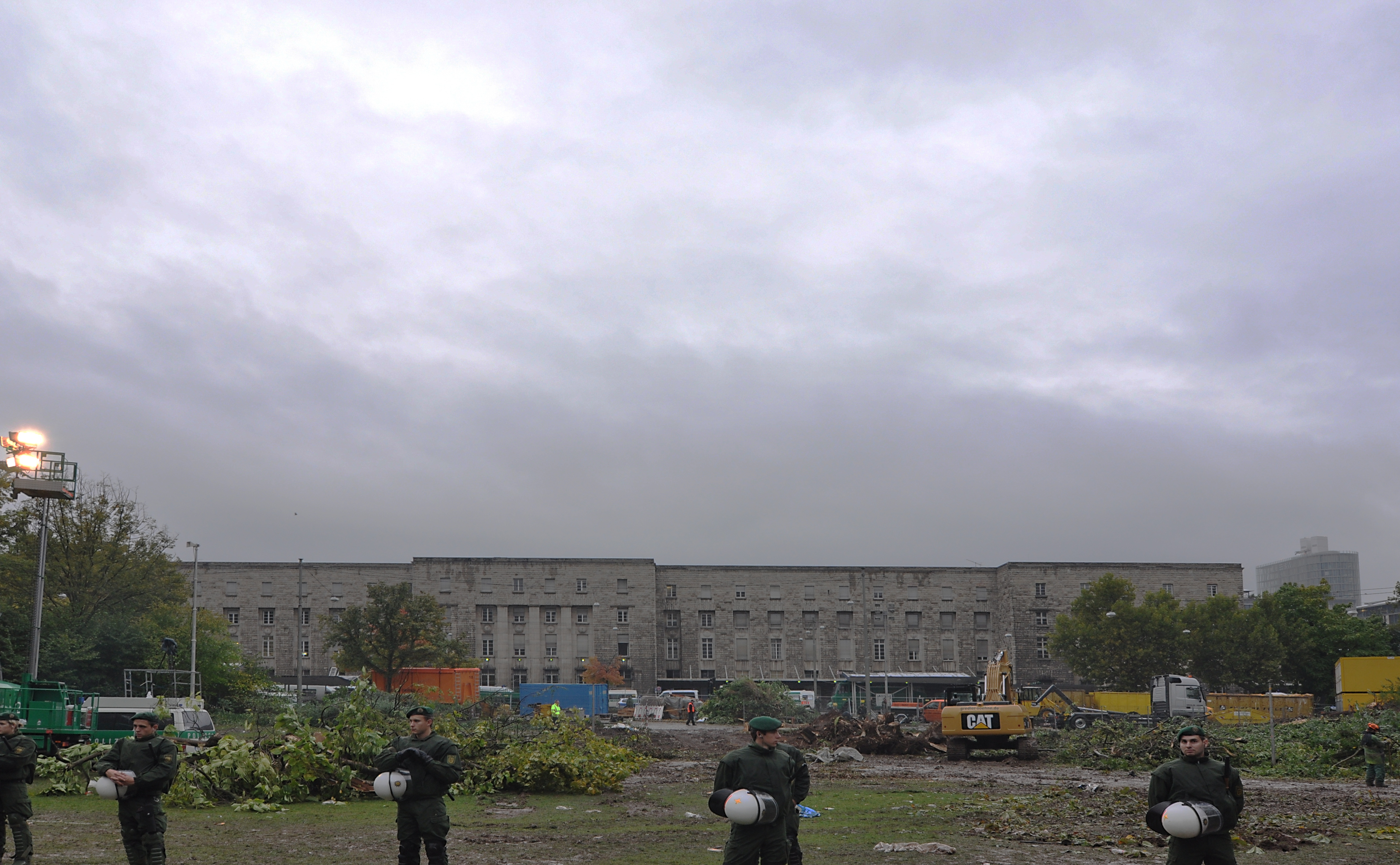
Освобождённая от деревьев середина парка, на заднем плане южное крыло вокзала (1 октября 2010 года)